# Канело Алварез
Сантос Саул Алварез Бараган (амерички шпански: ; рођен 18. јула 1990), познат као Саул "Канело" Алварез,- је Мексички професионални боксер. Он је прошао неколико првенства света у две тежинске категорије, укључујући и награду Ринг часописа за наслов у средњој категорији, почев од 2015. године. Претходно је био шампион у две светске федерације у полусреднњој  категорији, који је по верзији WBA (Један), ТПН, и Прстен наслова у периоду између 2011. и 2013. године, а верзији WBO титулу 2016 и 2017 година. У средњој категорији он је такође имао титуле у WBC и узастопне титуле између 2015. и 2017.
Од маја 2018, Алварез је рангиран као најбољи у свету као активни боксер, фунта за фунту, на BoxRec, и четврти најбољи боксер у рингу и бокинг организатион Удружења писаца Америке. он такође заузима прво место као најбољи у свету активних боксера у средњој категорији на BoxRec, и четврто место на TBRB.
Алварез је познат као одличан counterpuncher, он је у стању да користи рупе у противничко гарду, избегавајући расподелу удараца по глави и телу покрета. Он је такође познат и као моћно тело панчер.
У марту 2018. године, Алварез је био позитиван на тесту на забрањену супстанцу кленбутерол испред заказан борбу против Генадиј Головкина, и добио је шест месеци суспензије.

## Младост
У интервјуу, Алварез је објаснио да је рођен у граду Гвадалахара, Халиско, али његова породица је у то време живела у Сан Агустин де Тлахомулько де Суньига. Када је имао пет година, његова породица се преселила у њихов садашњи дом у Хуанакатлану, Халиско. Канелови родитељи су мексиканци шпанског порекла.Шаблон:Time needed Одрастао је на фарми своје породице, он је био активни јахач коња, да он траје и данас. Алварез је најмлађи од осморо деце, седаморо од њих су дечаци; сва његова браћа су такође постали професионални боксери. међу својом браћом у велтер категорији боксери су Рамон Алварез, Рикардо Алварез и бивши  привремени шампион WBA, Ригоберто Алварез.
"Канело" на шпанском значи - мушког рода реч за цимета, да укупног надимак за људе са црвеном косом.

## Аматерска каријера
Алварез је почео да боксује са својих 13 година, након гледања свог старијег брата Ригоберто Алварезса деби као професионални боксер. У 2004. години је освојио сребрну медаљу на јуниорском мексичком националном шампионату, одржаном у Синалоа. Он је 2005. године постао Млади Мексички Национални шампион у боксу у Тустла Гутиерез, Чиапас, са својих 15 година. Канело има аматерски скор од 44-2.

## Професионална каријера

### Младост
Алварез је постао професионалац са сбојих 15 година, убрзо након првенства у јуниорском такмиценју за репрезентацију, јер га тренери у његово време, отац и син Chepo и Еди Рейносо, нису могли да пронађу ривала за њега. У првих 19 месеци, како професионални боксер, он је покуцао 11 од својих 13 документована противнике, који су знатно старији. Међутим, виши Рейносо је рекао да се у 2013. години Алварез борили више од 10 пута, освојио је свих 10 борби нокаутом, али ове борбе (све на малим просторима у Мексичкој држави Найарит) су толико слабо документоване, да је то не вреди да се трудимо да рекорд исправити. његова тежина оклевао у три године, као стручно, укључујући два документовано борбе у светлост у велтер ограничење 140 lb (64 kg), пре него што је наставио у велтер категорији од 147 lb (67 kg).
Алварез' трећи званични дуел у каријери је била победа над будућим верзијама ИБФ лигхтвеигхт Шампион, Мигуел Васкез 20. јануара 2006. године, у његовом родном граду Гвадалахара, Халиско. Алварез је 28. јуна 2008. године победио Мигела Васкеса поново у реваншу. Он је такође учинио светске историје је у томе што мапа битке, када су се он и његових шест браће борили исте ноћи, Канело је била најмлађи. једина мана је што троје браће није успело да победи. Остала четворица која су више искусна су победили. 6. марта 2010. године, он је добио дробљење трећем колу нокаут над Бриан Camechis у Тустла Гутиерез, Чиапас. Алварез победио Хосе Мигел Цотто 1. маја 2010. године на Флоид Мэйуэзер и Шејн Мосли ундерцард у МГМ Гранд Гарден Арени на ИЕЕ АПВ, да би га NABF у велтер.

### Лако средње
У шестој рунди техничким нокаутом је победио Луциано Леонел Куэло о изменама WBC сребрна светлост средње борба је одржан на Виценте Фернандез арени. током интервјуа после борбе Мексички певач Виценте Фернандез је дао коња Алварезу. Он је дао коња са градоначелником Тепик, где Алварез понекад воза.
Затим он се борио против бившег шампиона WBC у велтер категорији Карлос Бальдомир у Стэйплс-центар у Лос Анђелесу, Калифорнија, на Шејн Мосли и Серхио Мора ундерцард. ја знам, утврђене у пре битке интервјуа, да он жели да добитник Мора и Мосли, како је рекао, "након што сам нокаутирую Ел Канело." Бальдомир тежак 153.4 фунти за борбу, да је закључен уговор о 151 kg. У Калифорнији, ако Јединица има прекомерну тежину, он ће бити кажњен на 20% свог новчаника и да је проценат је преусмерена на друге јединице. Међутим Алварез је одбио да прихвати додатне 12.000 америчких долара од Бальдомир. У 6. колу Алварез слетео дробљење ударац, који је оборен Бальдомир отключке. Алварез је само један, да оборе Бальдомир и то је само други борац, икада престати Карлос Бальдомир. Алварез успешно одбранио hislLight просеку тежини једногласно против бившег светског првака Ловеморе Н'dou у Веракруз. то је био конкурентан наступ, без обзира на широка поља на званичном показатеља у 119-109, 120-108 и 120-108.
Алварез је 5. марта 2011. године победио у верзије ЕБУ у велтер категорији Матеј Хатона једногласном одлуком судија за појас WBC у полусредњој категорији за сребрни појас. Борба је емитован на каналу ХБО и прошао у Хонда-центру у Анахајму, Калифорнија. Сваки судија је бодовао са 119-108 у корист Алвареза. Он је изгубио 1 бод за недозвољен ударац у седмој рунди. Алварез је постигао 47% од својих 626 удараца, укључујући 53% од снаге ударца, а Хатон је постигао 25% удараца од укупно 546. Борбу  је пратило око 1,4 милиона гледалаца на тв каналу HBO.
Алварез је успешно одбранио своју недавно стечену титулу шампиона у верзији WBC. Алварез је победио Родоса са техничким нокаутом у дванаестој рунди, меч се одвијао 18. јуна 2011. године у Гвадалахари, Халиско. Борбу је пратило око 1,6 милиона гледалаца на тв каналу ХБО.
Дана 17. септембра 2011. године, Алварез је успешно одбранио своју титулу техничким нокаутом у 6. рунди над противником  Алфонсо Гомез у Стэйплс-Центар, Лос Анђелес. Алварез је оборио противника у 1. рунди. Али касније је Гомез био доминантан у 5 рунди. Алварез је тражио једну шансу и успео да га добије у шестој рунди техничким нокаутом.

#### Алварез и Синтрон
Алварез је победио Кермит Цинтрон у 5. рунди техничким нокаутом. Алварез је успео да обори Синтрона на под али се он извукао због краја рунде. У петој рунди Синтрон је ухватио Алварез са неким комбинацијама, али Алварез је на крају савладао противника са неколико моћни директних удараца, и судија је интервенисала и зауставио меч. Борбу је пратило око 1,5 милиона гледалаца на тв каналу HBO: бокс после мрака.

#### Алварез и Мослеј
Ричард Шефер је најавио да Алварез следећи борбу 5. маја 2012. године, у ундерцард Цоттоса борбе са Флойдом Европе-млађи у МГМ Гранд Гарден Арени, и ко - најбоље на Цинцо де Маио. 11. фебруар, Шејн Мосли је проглашен следећи ривал Альвареса у мају у својој верзији WBC светло у просеку тежини. Алварез је победио Мосли након 12 рунди једногласним решењем.

#### Алвареса и Лопеза
Алварез је првобитно постављен на борбу прстен Топ 10 супер велтер и бивши светски Шампион у велтер категорија, Пол Вилијамс на 15. септембра 2012. године. Међутим, 27. мај 2012, несреће на мотоциклу у америчкој држави Џорџија Вилијамс парализован од струка надоле, завршава своју онлајн боксерску каријеру. Алварез могућих ривала за септембру контракције су Џејмс Киркланд, Остин Траут, Делвин Родригез и што је најважније, Виктор Ортиз.
Алварез је брани титулу против бившег првака света у велтер Виктор Ортиз у главном случају Шоутайм АПВ картице, која је добила име "нокаут Кингс" од МГМ Гранд Гарден Арени. Међутим, Ортиз није могао да победи аутсајдер Josesito Lopez У шта је требало да буде "подешавање" борба 23. јуна у Стэйплс-центар у Лос Анђелесу, пошто је изгубио од судија заустави (прелом вилице) и укидање његове борбе са Альваресом резултат.
Због тога узнемирен, уместо Лопез је био уписан у лице Канело у МГМ Гранд на датум 15. септембра, да се бори за појас WBC светлости име Саула просеку тежини. Алварез је освојио битку у петом колу технички нокаут након тога, као доминантна Лопез од почетка до краја, да остане непобежденным и повећати свој рекорд 41-0. борба просеку износи 1,04 милиона на Сховтиме. на ову битку Алварез зарадио 2 милиона америчких долара и Лопез мањи број $212,500.

#### Алварез и Траут
Његов следећи наступ је одржан 20. априла 2013. године у Аламодом у Сан Антонио, Тексас против Аустин Траута. Борба је требало да буде одржана у Цинцо де Маио исто где и главни догађај Флойда Мэйуэзера-млађег за борбу против Роберта Гуерреро, међутим, захваљујући уговору неслагања између Алвареза и Мејвејдера у погледу њихове потенцијалне борбе у 14. септембра 2013. године.
Пред 39,247 навијача, Алварез је успешно одбранио свој појас WBC полусредње категорије и освојио титулу ВБА. У првих метака, пастрмка, изгледало је као добар план на игру. Међутим, Алварез власт је дошла на власт након трећег круга, на крају постигао расклапање у седмом колу, да дају пастрмка први расклапање у својој каријери. Алварез је подешен расклапање са шапа леви директ, а затим директан десној руци. Борба је ближе него што се очекивало, али Алварез је ипак успео да доминирају пастрмка током борби са импресивно покрета главе и шокантне власти. Све троје судија показатељи су у корист Альвареса са фер резерве 115-112, 116-111 и 118-109. , иако је последњи рачун картице 118-109 ствара противречности, већина спортских аналитичара Алварез је освајање најмање 2 бода. Статистика CompuBox је показала да је пастрмка је био заузет борац приликом садње 154 од 769 ударцима на управљању отпадом (20%) и Алварез је тачније панчер слетања 124 га бацили 431 (29%). одмах после борбе, пастрмка је рекао да он није потценио Алварез, али да је он обучен да се бори потпуно други Борац.

#### Алварез и Меивејдер
Алварез, прстен часопис'с нема. 1 Номинална лако средње и једној верзији WBC/ВБА у "редован" шампион, борио се са прстен часописса не. 1 фунта за фунту Борац, шампион WBA у супер велтер и шампион WBC у/прстен часопис шампион шампион, Флоид Меивејдер-јуниор, на 14. септембра 2013. године. Маивеатхер провео титулу првака света у велтер (147 килограма), али он је и даље поседовао млађи просеку тежини (154), који је победио на outpointing Мигелем Цотто у мају 2012. године. И он се враћа у тежини у лице Алварез са својим трака на линији, иако је борба била обжалована у средњи тежина 152 килограма. Имена спорно контракције су Алварез у верзији WBC, шампион у верзији WBA "редован" и "Прстен" светлост у просеку тежини титуле, и Мейвезера титуле ВБА "супер" светлост у просеку тежини титулу. Ноћ пре битке, Мэйуэзер, наводно, тежак 150 килограма, и Алварез износио је 165 килограма.
Пре продати гомиле 16,746 у МГМ сад, Маивеатхер победио Альвареса кроз већина дванаест округла решење. У борби, да су многи мислили да је Мейвезера тешко, он је превазишао млађи Альвареса. Многи посматрачи на рингу мислио да Мейвезер освојио све дванаест рунди. Судија Б. Џ. Рос је постигао борба 114-114 реми. Судија Дејв Моретти је 116-112, 117-111 и Крег Меткалф постигао. Судија Рос поднео је оставку после ове борбе. Говорећи о спорним показатеља, Маивеатхер је рекао: "ја не могу да прате шта раде судије." Статистика Compubox је показала доминацију Мейвезера у борби. Он је слетео 232 од 505 удараца (46%), а Алварез повезани на 117 од 526 избацили (22%). Мэйуэзер зарадио гарантовани 41,5 милиона америчких долара до Альвареса 5 милиона америчких долара.

### Пондерисање борбе у 155 фунти

#### Алварез и Ангуло
9. јануар 2014 Златни дечак извршни директор Ричард Сцхафер је потврдио да је договор на борбу између Альваресом и 31-годишњи Мексички боксер Алфредо Ангуло (22-3, 18 ко), који ће се одржати 8. марта 2014. године на Шоутайм АПВ у МГМ Гранд Лас Вегас. У марту, ЕСПН је рекао, борба ће се одржати у catchweight 155 фунти, захваљујући Алварез није могао да прихвати лако средње лимит 154 килограма. На АПВ борба, Алварез пристао да плати 100 америчких долара 000 од његових најмање 1,25 милиона америчких долара новчаник на Ангуло, који је подигао би га новчаник 850,000. америчких долара Такође, у преговорима, Алварез је пристао да одмери не више од 168 фунти на борбу ноћу. То је био Алварез први од пет борбе, који је одржан у 155 фунти фиока. На ноћном борбу, Алварез тежак 174 kg на Сховтиме скале и Ангуло тежак 170 фунти. у предњем 14,610 у МГМ, Алварез изашао јак, бацајући комбинација. У прилично однобокое батине, Алварез је постигао у десетом колу над Ангуло исечен водећи лево упперцут. Завршетка битке почела у 5 колу, када Ангуло левом оку почео заплывать. Када је судија поништио борба, публика је несрећан и бооинг. У време заустављања, две судије то 89-82 и трећи судија је 88-83, све у корист Альвареса.
После борбе, Ангуло је изјавио како је био незадовољан стоп, "рекао сам Тони, да је он направио погрешан посао. Судија нам заповеда да се брине о себи у свим временима. Ја могу да се бринем о себи. Мој план се састојао у томе, да раде у последњих четири или три кола. Код мене је била добра припрема за ту борбу." Његов тренер Вирджил Хантер је такође био незадовољан судија Тони вик, "ја сам веома узнемирен. Рекао сам судија и лекара, шта ако Канело ставити два или три пуцња заједно, да, ја бих зауставити борбу. Он је слетео један ударац. Свима је познато, Алфредо је била јака, све зна".

#### Алварез и Лара
Алварез дрался Erislandy Лара до 12. јула 2014. године у МГМ Гранд у нетитульных меч. Лара по верзији WBA светло у просеку тежини титулу није био на линији, као туча се догодила на 155-килограммовой килограма, и оба су јединице биле у Тачно 155 фунти. Алварез рехидрација до 171 фунти, док Лара пласирала се у рингу у 166 фунти. У веома тесној и конкурентном рвање, да је отишао у раскол решење, Алварез је изашао на прво место са два судије, постигавши 115-113 у корист сваког борца и коначни судија постигао 117-111 у корист Альвареса. завршни ассед лист је био контроверзан, пошто многи критичари сматрају да је сувише широк. Према CompuBox, Лара слетео 55 откуцаја у девет од Алварез, који је засађено ударац на пет одсто брзина интернет. Алварез је успео да слети 88 енергетски ударце, док Лара слетео 53 енергетска ударце. Лара чистог удара, одбрани, а покрети су пондерисаних против Альвареса за ефикасно агресивности. Лара изашао у доминантна начин, користећи штап и потез стил и хватање на почетку рунде. Алварез је био у стању да се шупље, да тело, када је Лара на конопце, али никада не доводе до једног-два комбинација Лара. Лара отведении руке играју велику улогу у овој комбинацији по ефикасности, али његова запремина је пао усред круга. Алварез је успео да заузме Лара водећи са леве апперкотом у седмом колу. иако је решење остаје контроверзан, било какве разговоре о утакмици-реванш у будућности био отпуштен са Осцар Де Ла Хойей , који је наставио да тврди да "нико не жели да се освете."

#### Алварез и Киркланд
У јануару 2015. године, Оскар Де Ла Јолла је најавио да Алварез и Џејмс Киркланд (32-1, 28 цо) је одлучио да се боре једни са другима, мада ни термин, ни место утврђено је да је у нетитульных супер фигхт шампион. Разлог зашто је Датум није био у вези са предстојећим Флојд Мејведер млађи и пакуиао борбу, без званичног датума, али је највероватније, ће бити одржан 2. маја 2015. године. у марту, на званичној конференцији за новинаре, борба је проглашен да имају место у центру у Хјустону у Хјустон, Тексас 9. маја 2015, као на ХБО, недељу дана после маја-Пак битку. То је обележио прву битку Алварез-уносан ХБО уговора. у предњем делу 31,588, Алварез победио Киркленд кроз трећем колу нокаут. Киркланд изашао агресивно, али Алварез дрхтао са њим и постигао расклапање кроз директну десну руку у првом колу. У трећем колу, контра право упперцут послао Киркленда на платну. Алварез је завршена борба тычок тело брзо пратио десну руку, стварајући нокаут. Алварез је слетео 87 од 150 удараца бачена (58%) и Киркланд слетео 42 од 197 (21%). После борбе, Керкленд је рекао: "ја не знам, да сам био испао." Затим, он је пожурио у болницу, да прође цат скенира. Победа Алварез створили мега ппц да се боре између себе и WBC Шампион у просеку тежини Мигелем Цотто. битка нацртао у просеку 2,146 милиона гледалаца на каналу ХБО и достигао 2,296 милиона евра, највећи број прегледа на каналу ХБО у 2015.

#### Алварез и Цотто
21. новембар 2015, Алварез је освојио појас WBC, линеарни и кружни просеку тежини титуле са единогласным одлуком судије над Мигелем Цотто пре распроданом 11,274 у Мандалаи Баи Центар догађаја у Лас Вегасу. Битка се одиграла у пондерисање од 155 фунти. Иако Цотто дао огромне напоре да се креће лепо током борби, судије очигледно превазилазе Альвареса сирову снагу, са невероватно широк десетине 117-111, 119-109 и 118-110. ESPN.com дрался много ближе, али и даље је постигао на њу у корист Альвареса, 115-113. Према CompuBox, Алварез слетео у 155 484 ударце (32%), и Цотто слетео 129 од 629 (21%), са Алварез слетања тешких удараца и изазива више штете. два месеца након битке на верзији WBC доделио Алварез у верзији WBC Дијамант просеку по тежини их седиштем у Мексику.
Према ИЕЕ, борба аутоматски 900.000 купује на ППВ, који је једнака око 58 у домаћим милиона долара. То је био први пут, почев од 2002. године, да ппц створио 900.000, који се не укључују у себе Маивеатхер, Пенал или Де Ла Хойей. Онај борба је борба у тешкој категорији тежине између Ленноксом Левис и Мајком Тайсоном.

#### Алварез и кан
Почетком 2016. године, најављено је да британски боксер Аамир Кхан се кретао у два тежинских категорија у просеку тежини, да се бори Алварез за његов директан, кружног тока и WBC у просеку тежини титулу првака света. Битка се одиграла 7. маја 2016, на нови Т-Мобилни арени у Лас Вегасу. борба на ИЕЕ АПВ. Хан задржао своју дистанцу у првих 5 кола, користећи своју брзину, да уђе и изађе, која је у почетку изазвало проблеме за Канело. У рунди 6, Канело слетео дробљење десне руке испао хана. борба је изазвао ливе капије 7.417.350, америчких долара према подацима објављеним атлетске комисије савезне државе Невада. Да је дошао из 13,072 улазнице распродате, нису испуњена. Алварез-Кан грубе места, 34-ог-најбољи у Невади историје.
После борбе, Алварез и његов тим позвани Шампион у просеку тежини Генадиј "ггг" Головкин на рингу да допринесе будућем борби са Головкиным. Током разговора после борбе са ИЕЕ Макс Келерман, Алварез је рекао: "Хајде да се бори." на 18. маја 2016 Алварез ослободио титулу WBC бранио у борби са Амиром ханом. Верзији WBC одмах дао чин Генадиј Головкина.

### Вратите светлост у просеку тежини

#### Алварез и Смит
Најављено је 24. јуна, Алварез је занемарити вишак килограма 154 и позив 27-годишњи шампион WBO шампион Лиам Смит (23-0-1, 13 ко) из Енглеске 17. септембра 2016, у главном догађају на ИЕЕ АПВ картице. Златни дечак промоције најавио 18. јула, борба ће се одржати у на стадиону у Арлингтон, Ткс, на другом месту желе да проведу борбу у МГМ Гранд Лас Вегас. Канело, који су се борили да га последњих 5 борбама на његов омиљени 155 kg, пондерисање, рекао је: "ја сам веома драго да објави свој следећи борбу против Лиама Смита, велики Борац са правим ко власти и WBO у млађем просеку тежини за титулу првака света, власник, ја не сумњам да је ова борба ће дати и узети, која ће оправдати очекивања навијача, и ја ћу радити са свим ентузијазмом, као што сам увек да радим, да се горњи руку на септембар. 17".
Пре рекорд гомиле 51,240, Алварез вратио себи титулу првака света у велтер након разорног лево Кука у кућиште на 9 круг. Смит је такође био погођен једном у 7 колу и једанпут у 8 колу, у двобоју, где Алварез је добио на управљање од првог позива. Алварез је слетео 157 удараца од 422 бачен са брзином интернет 37%, у поређењу са Смит слетања 115 од 403 преварио, брзина интернет на 29%. Борба је провео процену 300.000 ппц купује.
Златни дечак-председник Ерик Гомез је рекао о прстен часопис у децембру и рекао да Алварез имао никакве непосредне планове да ослободе титулу WBO и борили у првом кварталу 2017. године, 154, брани своју титулу првака света. Он је такође рекао да још увек постоје планови за Альвареса борба Головкин касније ове године.

### Назад на пондерисање

#### Алварез и Чавез-млађи.
Следећи Хулио Сесар Чавез-јр'с волевую победу над Домиником Britsch у децембру 2016. године, он је тврдио да је он вратио и спреман да се бори Головкин у 168 фунти и Алварез на 164 кутије. Преговори су почели убрзо после тога, као на потенцијалне ИЕЕ АПВ борба ће се одржати у 2017. години на Цинцо де Маио, као што је интерес са обе стране, да је битка ће се одржати. Де ла Јолла је рекао да борба са Головкиным и даље може на септембар 2017. Златни дечак-председник Ерик Гомез потврдио, средњи од 165 килограма је договорено између обе стране. председник WBC Маурисио Сулејман је био на броду, и рекао да је то "веома атрактиван борбу." и, вероватно, његов организације учествују у борби. Хулио Сесар Чавез-виши рекао је 18. децембра о текућим преговорима кажем да је Златни дечак је понудио да његов син мале количине за потенцијалне великих АПВ борбу. Он је наставио да тврди да је његов син понудио $5тх новчаник без помињања, да је он желео да добије удео од АПВ профит, цоунтер-понуда. Освети предлог је такође било речи, да је Чавез-јуниор и његов тим није било проблема. Чавез-виши је истакао да је он потпуно свестан Альвареса на борбу, и да ће бити задовољан са не мање од 30-35% од прихода.
Дана 22. децембра, у верзији WBO направио Алварез обавезно кандидат на свету у просеку тежини, занемарујући претходни број 1, Автандил Хурцидзе, који је сматран контроверзан, због Альвареса тренутно бори у просеку тежини. Хурцидзе, који је имао десет дана да се жали на одлуку, одлучили да не. 24. децембра, Алварез и његов тим су дали Чавез недеље да прихвати услове који су укључени у новчанику 7 милиона америчких долара, или ће размотрити друге опције. на 12. јануара 2017 Де Ла Јолла Алварез и зове за потписивање уговора, који је наводно послат у Ал Хеймон, који саветује Чавез-млађи и предложио му да га потпише. дан касније, Чавез-млађи изјавио је да је пристао на све услове утврђене Алварез и рекао да ће потписати уговор. Према чавез година-млађи нови захтеви обухватају тежина границу, на 164.5 фунти и 6 милиона америчких долара базних новчаник плус АПВ профит у процентима.
Алварез је 13. јануара званично потврдио да ће се борба одржати 6. маја 2017. године. Освети ставку и стави на место, ако Чавез-најмлађи победник у борби и још један поен за сваки фунта Чавез-млађи тежак преко границе, он ће бити кажњен на 1 америчких долара милион. 4. фебруар, "Златни дечак" акције најавио да је битка ће се одржати на Т-Мобилни арени у рају, Невада. на 22. фебруар, Алварез је најавио да је планирао да ослободи свој ТРЕНИНГ у просеку тежини светлости након чавез година-млађи за борбу и борбе у просеку тежини. борба је проглашен за продају 3. марта од 20 000 карата за продају након што су првобитно добио у продају за јавност 20. фебруара. Алварез каже у бокс новинарима 11. априла, на селекторном састанку, он је рекао да је он ће да се бори у 160 килограма у просеку тежини након чавез година-млађи за борбу.
Према атлетске комисије савезне државе Невада, је објављено да је Алварез ће зарадити 5 милиона долара, а Чавез ће зарадити 3 милиона $пре него што било каквих акција ппц. Бројеви ће бити на ППВ продаје.
Пре распроданом 20,510, Алварез је освојио битку единогласным решење локаут у доминантна мода. Све три судије постигао га 120-108 за Альвареса. Чавез је био веома опрезни током борби. С времена на време, он је дошао напред и такође Алварез против конопце, али не бацају никакве ударце. То је довело до хоотинг од гужве у каснијим рундама због недостатка акције. Алварез је говорила на ХБО Макс Келерман у интервјуу после борбе, говорећи о његовом борбеном стилу, "данас сам открио да сам могао да се креће, могао сам прозор, ја сам показао као Борац ја могу да урадим све. Мислио сам да ћу да прикажу себе као Борац, који би могао да удари, али он једноставно не бих то да урадим. Показао сам да могу да урадим много ствари у прстен, што је Борац доноси, показао сам, ја могу да покажу себе". Статистика CompuBox је показала да Алварез слетео 228 604 од његових удараца бачена (38%) и чавез година слетео 71 оф 302 (24%). До краја 5 круга, Алварез слетео 102 удараца против чавез година 25 слетео. први бројеви су показала да се боре, најмање 1 милиона купује. понављање је приказан на редовном ХБО недељу дана и привукао у просеку 769.000 гледалаца. то је био први бокс меч, да створи више од 1 милиона АПВ куповине, које не укључују Мейвезер, Пенал или Де Ла Хойей, почев од 2002. године, који је видео како Леннок Луис задржати га света у тешкој категорији тежине титуле против Мајк Тајсон. Касније извори су потврдили борба је око 1,2 милиона купује, значи, то је омогућило да се око 80 милиона америчких долара.

### У просеку тежини

#### Алварез и Головкин
Одмах након битке Чавез, Алварез је рекао да је следећи битку Генадиј Головкин на викенд 16. септембра 2017 у месту, који ће бити дефинисано. Головкин, који је изјавио да он није учествовао у тучи, придружио његов тренер Авељ Санчез и промотер је Леффлер. Головкин им се придружио у рингу у време расписивања да помогне промовисати их предстојећу битку. Говорећи преко преводиоца, Алварез је рекао: "Головкин, ти си у близини, мој пријатељ. Не бој је завршен. Никада нисам плашио никога, јер сам био 15 борбе као професионалац. Када сам се родио, страх је нестао." Када Головкин је стигао у прстен, он је рекао: "осећам се веома узбуђен. Сада је то сасвим друга прича. У септембру, ово ће бити другачији стил-велики драмски серијал. Ја сам спреман. Данас, прво, честитам са Канело и његов тим. Сада, мислим да су сви узбуђени за септембар. Канело веома добро изгледала данас, и 100% је највећи изазов у мојој каријери. Срећно Канело у септембру".
Дана 9. маја, Ерик Гомез, председник Златног дечака промоције рекао је Лос Анђелес Тајмс , да Алварез је непосредно меча-реванша клаузулу у свом уговору, док Головкина, ако он ће изгубити, неће бити загарантован реванш. Де Ла Јолла касније показао у интервјуу за ЦНБЦ борба ће се одржати у просеку лимит 160 фунти без регидрации одредбе, значење Головкин и Алварез би могао да купи неограничен број тежине после мерење. 5. јуна, на Т-Мобиле Арена у Лас Вегасу је било најављено место борбе, и Марк први пут Головкин ће да се бори у држави Невада. У АТ&Т стадион, Медисон сквер Гардену и стадион Додгерс пропустио на вођење борбе. Ерик Гомез из "златни дечак" акција је рекао да Алварез ће да се бори у верзији ИБФ значи да ће учествовати у други дан на тежини, који ИБФ захтевају да сваки боксер тежак не више од 10 килограма по 160 фунти граница. Иако је рекао да није било речи о томе, Алварез ће да се бори за титулу WBC, Алварез је тврдио да он неће бити. 7. јула 2017 Златног дечака и K2 промоције појединачно најавио карте одавно распродате.
"Златни дечак" проводаџија Роберт Диаз Алварез је 15. августа показао да је заиста ће учествовати у ИБФ обавезно други дан одмери и потпуно је дизајниран да се бори за титулу у ИБФ, заједно са титулом по верзији WBA. Он вам је дао разумети, да је у то време као Головкин и даље ће бранити титулу WBC и ИБО титулу, Алварез не би их плати санкционирование плаћања. 22. августа, председник високом НИВОУ Дерил народи најавио да ће пасти обавезно други дан тежи универзалности борбе, ни борци су обавезни да учествују, међутим они су и даље подстичу их на то. је објављено да је Алварез зарадио би основни најмање 5 милиона америчких долара и Головкин могли да зараде 3 милиона америчких долара, до било ког удела прихода додали у своје новчанике.
На борбу ноћу, пре продати гомиле 22,358, Головкин Алварез и су се тукли у удаљеним нерешеног резултата (118-110 Алварез, Головкин 115-113 и 114-114). ЕСПН у Ден Рафаел и ИЕЕ Харолд Ледерман је постигао борба 116-112 у корист Головкина. Судија Adalaide Бирд показатеља 118-110 у корист Альвареса је широко исмејан. Многи посматрачи сматрају да Головкин је освојио уска, уско спорно борбу, и иако је жреб је оправдано, мапе, да у корист Альвареса је неопростиво. међутим, Боб Беннетт, директор атлетске комисије Неваде, рекао је да је имао потпуно поверење у Бирд иде напред. упркос контроверзи, неки МЕДИЈИ називају Бута као "класичан". битка је почела са обе боксера пронађе свој ритам, Алварез, користећи га ногама и Головкин успостављања га джебом. У средњем рунде, посебно између 4 и 8, Алварез је почео да се сваки круг брзо, али се чинило да вожњу кроз минут, са Головкиным и чини довољно да победи рунде. Првенство туре су, можда, најбоље кругови и Алварез почео бројач више, и оба борца стајали лицем у лице, а разменом замаху, од којих је већина пропустио. Жреб је видео Головкина га чине 19. одбране, једна за средневес великог Бернард Хопкинс. Статистика CompuBox је показала да Головкин је био заузет у два, садња 218 од 703 бачен (31%), док је Алварез је био прецизнији, садња 169 га бацили 505 (34%). Головкин је слетео из Альвареса у 10 од 12 рунди. реприза, која је одржана недељу дана на каналу HBO просеку 726.000, делује 840 000 гледалаца.
Говорећи на Макс Келерман после борбе, Головкин је рекао: "То је била велика драма шоу. [Кроз] то није моја кривица. Ја тастера на њега сваки круг. Слушај, ја сам до сада све траке. Ја сам још увек шампион." Алварез је осећао као да је освојио борбу, "у прве туре, дошао сам да видим какав је. Онда ме одатле. Мислим да сам освојио осам рунди. Осећао сам да сам освојио борбу. "Мислим да сам био бољи у рингу. Ја сам освојио најмање седам или осам рунди. Био сам у стању да контрудару и направио Генадиј клати као минимум три пута. Ако ћемо да се бори опет, то је до људи. Осећам фрустрацију по мом реми." тренер Головкина Авељ Санчез рекао је судија Бирд је био њен показатеља заполняла пре прозвенел први позив. Алварез искључио још једну битку у 2017. години, тврдећи да је он ће се вратити на Цинцо де Маио викенда у мају 2018. године. На постгаме конференцији за новинаре, Алварез је рекао преко преводиоца: "види, сада желим да се опустите. Сви навијачи желе, шта би људи желели и тражили, ми ћемо се. Ви знате да је мој стил. Али сада, ко зна, ако би у мају или септембру? Али једно је сигурно – ово је мој ера, ера Канело." промотер Головкина је Леффлер је рекао да су они желели да непосредно меча-реванша, али Головкин, који воле борбе не мање од три пута у току календарске године, потврдио своју жељу да се бори у децембру.
Борба је победио Мейвезер-Алварез да се постигне трећи по величини капије у историји бокса. ЕСПН је рекао битка је генерисао 27.059,850 америчких долара од 17,318 продатих карата. 934 бесплатне карте деле, према НККБ. Мейвезер и Алварез продао 16,146 карата за производњу активних капије $20,003,150.
Понављање, који је одржан недељу дана касније на ХБО просеку 726.000, делује 840 000 гледалаца. у Лос Анђелес Тајмс је известио борба генерише 1,3 милиона домаћих ппц купује. Иако ХБО не да званичну изјаву, сматра се да је приход прелази 100 милиона америчких долара.

#### Отказан меч-освета Головкин
Одмах након скандалозном финала, почео преговоре о реванш између Альваресом и Головкиным. Алварез је рекао да је следећи наступ у мају 2018. године, док је Головкин је отворен за борбе у децембру 2017. године. ЕСПН је рекао да Алварез, који је само био освети клаузулу у свом уговору, треба да га активирате у року од три недеље њихове борбе. 19. септембар, Златни дечак промоције председник Ерик Гомез је рекао да ЕСПН, који је све на њиховој страни је био заинтересован у мечу-реванш, и они су могли да проведу дискусије са том Леффлер у наредним данима. Ringtv је рекао да ће преговори почети 22. септембра. 24. септембра, Гомез је рекао да се освети, највероватније ће се одржати у првој недељи маја 2018, или ако договор може да буде радила, ми смо могли видети борба одржати већ у марту. упркос текућим преговорима о утакмици-реванш, на 55. годишњег Конвенције у Бакуу, Азербејџан, 2. октобра, у верзији WBC званично наредио реванш. Златни дечак-председник Ерик Гомез је рекао да је ЕСПН, "без обзира да ли су урадили или не освети, ми ћемо покушати да се то деси. Ми ћемо учинити све што је потребно да би се то деси." на 7. новембра, Ерик Гомез је истакао да ће преговори ишли добро и Алварез ће донети одлуку у вези са освети у наредним недељама. Сматрало се да је Златни дечак ће чекати до после Давида Лемиеукс и Билли Јое Сондерс су се борили за најновијој верзији WBO 16. децембра 2017, пре него што донесе одлуку. 15. новембра, Еди Херне, промотер Даниел Џејкобс је рекао да је он пришао Том Леффлера у вези могућег борбе између Головкиным и Джейкобсом, ако Алварез-Головкин реванш неће одржати. на 20. децембра, Ерик Гомез је рекао да су преговори били близу завршетка након што Алварез дао Златни дечак отмашку да сачини уговоре. 29. јануара 2018 тв-канала HBO коначно најавио поновни меч ће се одржати 5. маја на Цинцо де Маио викенд. у фебруару, 22, Т-Мобилни арени поново је изабран као борбе место. по верзији WBC, за разлику од првог пољу, Алварез ће да се бори за своју титулу.
У марту 2018. године, Алварез тест позитиван на забрањену супстанцу кленбутерол пред битку. додавање до контроверзи, тренер Головкина Авељ Санчез рекао је да Алварез је имао своје руке илегално за прву битку. 23. марта, са атлетске комисије савезне државе Невада привремено суспендован Алварез због два теста позитивних на забрањену супстанцу кленбутерол. Алварез је дужан да дође на седницу комисије, или у лице или преко телефона, на питање 10. априла. Комисија доноси одлуку у судском састанку, да се бори да ли ће бити дозвољено да иде напред као што је планирано. 28. марта, у Лас Вегасу, који поседују Т-Мобилни арени, почели да нуде пуну накнаду за оне који су већ успели да купе карте за борбу. Они су написали, "у случају, ако вентилатор затражио да се врати новац, они могу купити у брендираним заштитни тренутку и у целости". У Лас Вегасу Преглед дневника пријавио вест. саслушање одложено за 18. април, као што су Боб Беннетт поднео жалбу против Альвареса. 3. априла, Алварез званично одбила да од недеље. Златни дечак поменуо у току прес-конференције су наговестили да Алварез није вероватно да ће бити ослобођен на суду и немају довољно времена да наставимо да се боримо.
Незванични извор је 13. априла рекао да је Алварез зауставио у приватној болници у Гвадалахару по артроскопии колена. представник Златни дечак је касније рекао да је то пластична операција. после операције, Алварез је поставио фотографију на друштвеним мрежама, са ознаком: "Ја верујем, да је данас морао сам да идем артроскопическую рад на опоравку домаће бедренного хрскавице и елиминише патологическую набора десно колено." Ерик Гомез Златни дечак, касније је потврдио, да Алварез имала циста преузет из његовог колена и ту није било никаквих озбиљних проблема са колена.
У судском састанку, Алварез је осуђен на шест месеци суспензије, ретроспективно првог теста на дрогу не на 17. фебруара, тј. забрана ће се завршити 17. августа 2018. ВАДА је рекао да Алварез није био уписан у њиховом програму тестирања. Његов промотер Де Ла Хойи затим је најавио да Алварез ће се вратити на рингу на Мексички Дан Независности викенд.

## Професионални бокс шампион
| No. | Result | Record | Opponent               | Type | Round, time   | Date         | Location                                               | Notes |
| --- | ------ | ------ | ---------------------- | ---- | ------------- | ------------ | ------------------------------------------------------ | --- |
| 52  | Draw   | 49–1–2 | Gennady Golovkin       | SD   | 12            | Sep 16, 2017 | T-Mobile Arena, Paradise, Nevada, U.S.                 | Retained The Ring middleweight title; For WBA (Super), IBF, and vacant lineal middleweight titles           |
| 51  | Win    | 49–1–1 | Julio César Chávez Jr. | UD   | 12            | May 6, 2017  | T-Mobile Arena, Paradise, Nevada, U.S.                 | |
| 50  | Win    | 48–1–1 | Liam Smith             | KO   | 9 (12), 2:28  | Sep 17, 2016 | AT&T Stadium, Arlington, Texas, U.S.                   | Won WBO light middleweight title                                                                            |
| 49  | Win    | 47–1–1 | Amir Khan              | KO   | 6 (12), 2:37  | May 7, 2016  | T-Mobile Arena, Paradise, Nevada, U.S.                 | Retained WBC, The Ring, and lineal middleweight titles                                                      |
| 48  | Win    | 46–1–1 | Miguel Cotto           | UD   | 12            | Nov 21, 2015 | Mandalay Bay Events Center, Paradise, Nevada, U.S.     | Won The Ring, lineal, and vacant WBC middleweight titles                                                    |
| 47  | Win    | 45–1–1 | James Kirkland         | KO   | 3 (12), 2:19  | May 9, 2015  | Minute Maid Park, Houston, Texas, U.S.                 | |
| 46  | Win    | 44–1–1 | Erislandy Lara         | SD   | 12            | Jul 12, 2014 | MGM Grand Garden Arena, Paradise, Nevada, U.S.         | |
| 45  | Win    | 43–1–1 | Alfredo Angulo         | TKO  | 10 (12), 0:44 | Mar 8, 2014  | MGM Grand Garden Arena, Paradise, Nevada, U.S.         | |
| 44  | Loss   | 42–1–1 | Floyd Mayweather Jr.   | MD   | 12            | Sep 14, 2013 | MGM Grand Garden Arena, Paradise, Nevada, U.S.         | Lost WBA (Unified), WBC, and The Ring light middleweight titles; For vacant lineal light middleweight title |
| 43  | Win    | 42–0–1 | Austin Trout           | UD   | 12            | Apr 20, 2013 | Alamodome, San Antonio, Texas, U.S.                    | Retained WBC light middleweight title; Won WBA (Unified) and vacant The Ring light middleweight titles      |
| 42  | Win    | 41–0–1 | Josesito López         | TKO  | 5 (12), 2:55  | Sep 15, 2012 | MGM Grand Garden Arena, Paradise, Nevada, U.S.         | Retained WBC light middleweight title                                                                       |
| 41  | Win    | 40–0–1 | Shane Mosley           | UD   | 12            | May 5, 2012  | MGM Grand Garden Arena, Paradise, Nevada, U.S.         | Retained WBC light middleweight title                                                                       |
| 40  | Win    | 39–0–1 | Kermit Cintrón         | TKO  | 5 (12), 2:53  | Nov 26, 2011 | Plaza de Toros, Mexico City, Mexico                    | Retained WBC light middleweight title                                                                       |
| 39  | Win    | 38–0–1 | Alfonso Gómez          | TKO  | 6 (12), 2:36  | Sep 17, 2011 | Staples Center, Los Angeles, California, U.S.          | Retained WBC light middleweight title                                                                       |
| 38  | Win    | 37–0–1 | Ryan Rhodes            | TKO  | 12 (12), 0:48 | Jun 18, 2011 | Arena VFG, Guadalajara, Mexico                         | Retained WBC light middleweight title                                                                       |
| 37  | Win    | 36–0–1 | Matthew Hatton         | UD   | 12            | Mar 5, 2011  | Honda Center, Anaheim, California, U.S.                | Won vacant WBC light middleweight title                                                                     |
| 36  | Win    | 35–0–1 | Lovemore N'dou         | UD   | 12            | Dec 4, 2010  | Estadio Universitario Beto Ávila, Veracruz, Mexico     | Retained WBC Silver light middleweight title                                                                |
| 35  | Win    | 34–0–1 | Carlos Baldomir        | KO   | 6 (10), 2:58  | Sep 18, 2010 | Staples Center, Los Angeles, California, U.S.          | Retained WBC Silver light middleweight title                                                                |
| 34  | Win    | 33–0–1 | Luciano Leonel Cuello  | TKO  | 6 (12), 1:23  | Jul 10, 2010 | Arena VFG, Guadalajara, Mexico                         | Won WBC Silver light middleweight title                                                                     |
| 33  | Win    | 32–0–1 | José Cotto             | TKO  | 9 (10), 2:51  | May 1, 2010  | MGM Grand Garden Arena, Paradise, Nevada, U.S.         | Retained NABF welterweight title                                                                            |
| 32  | Win    | 31–0–1 | Brian Camechis         | KO   | 3 (12), 0:23  | Mar 6, 2010  | Palenque de la Feria, Tuxtla Gutiérrez, Mexico         | Retained NABF welterweight title                                                                            |
| 31  | Win    | 30–0–1 | Lanardo Tyner          | UD   | 12            | Dec 5, 2009  | Tepic, Mexico                                          | Retained NABF welterweight title                                                                            |
| 30  | Win    | 29–0–1 | Carlos Herrera         | TKO  | 1 (10), 2:46  | Sep 15, 2009 | Auditorio Siglo XXI, Puebla, Mexico                    | Retained WBC Youth welterweight title                                                                       |
| 29  | Win    | 28–0–1 | Marat Khuzeev          | KO   | 2 (10), 2:33  | Aug 8, 2009  | Auditorio Benito Juárez, Zapopan, Mexico               | Won WBC Youth welterweight title                                                                            |
| 28  | Win    | 27–0–1 | Jefferson Gonçalo      | KO   | 9 (12), 1:54  | Jun 6, 2009  | Xcaret Park, Cancún, Mexico                            | Retained NABF welterweight title                                                                            |
| 27  | Win    | 26–0–1 | Michel Rosales         | TKO  | 10 (12), 2:53 | Apr 11, 2009 | Gimnasio Niños Héroes, Tepic, Mexico                   | Retained NABF welterweight title                                                                            |
| 26  | Win    | 25–0–1 | Euri González          | TKO  | 11 (12), 1:36 | Feb 21, 2009 | Auditorio Benito Juárez, Zapopan, Mexico               | Retained NABF and WBO Latino welterweight titles                                                            |
| 25  | Win    | 24–0–1 | Antonio Fitch          | TKO  | 1 (12), 1:52  | Jan 17, 2009 | Foro Scotiabank, Mexico City, Mexico                   | Won NABF and WBO Latino welterweight titles                                                                 |
| 24  | Win    | 23–0–1 | Raúl Pinzón            | TKO  | 1 (12), 2:30  | Dec 5, 2008  | Miccosukee Resort & Gaming, Miami, Florida, U.S.       | Retained WBA Fedecentro welterweight title                                                                  |
| 23  | Win    | 22–0–1 | Larry Mosley           | UD   | 10            | Oct 24, 2008 | Morongo Casino Resort & Spa, Cabazon, California, U.S. | |
| 22  | Win    | 21–0–1 | Carlos Adán Jerez      | UD   | 10            | Aug 2, 2008  | Auditorio Benito Juárez, Zapopan, Mexico               | Retained WBA Fedecentro welterweight title                                                                  |
| 21  | Win    | 20–0–1 | Miguel Vázquez         | UD   | 10            | Jun 28, 2008 | Palenque Calle 2, Zapopan, Mexico                      | |
| 20  | Win    | 19–0–1 | Francisco Villanueva   | UD   | 10            | Jun 6, 2008  | Tepic, Mexico                                          | |
| 19  | Win    | 18–0–1 | Gabriel Martinez       | RTD  | 10 (12), 0:10 | Apr 18, 2008 | Salon Marbet Plus, Ciudad Nezahualcóyotl, Mexico       | Won WBA Fedecentro welterweight title                                                                       |
| 18  | Win    | 17–0–1 | Francisco Villanueva   | TKO  | 9 (12), 2:32  | Mar 14, 2008 | Coliseo Olimpico de la UG, Guadalajara, Mexico         | Retained Jalisco welterweight title                                                                         |
| 17  | Win    | 16–0–1 | Axel Rodrigo Solis     | KO   | 1 (8)         | Feb 22, 2008 | Salon Marbet Plus, Ciudad Nezahualcóyotl, Mexico       | |
| 16  | Win    | 15–0–1 | Sean Holley            | TKO  | 2 (10)        | Dec 15, 2007 | Auditorio Benito Juarez, Guadalajara, Mexico           | |
| 15  | Win    | 14–0–1 | Ricardo Cano           | UD   | 12            | Aug 31, 2007 | Coliseo Olímpico, Guadalajara, Mexico                  | Won Jalisco welterweight title                                                                              |
| 14  | Win    | 13–0–1 | Christian Solano       | UD   | 10            | Aug 18, 2007 | Arena Coliseo, Guadalajara, Mexico                     | |
| 13  | Win    | 12–0–1 | Jesus Hernandez        | TKO  | 2 (10)        | Jun 1, 2007  | Casino de los Fresnos, Tepic, Mexico                   | |
| 12  | Win    | 11–0–1 | Víctor Marquez         | KO   | 4 (10), 1:48  | May 19, 2007 | Auditorio Benito Juarez, Guadalajara, Mexico           | |
| 11  | Win    | 10–0–1 | Ivan Illescas          | KO   | 4 (10), 2:40  | Mar 30, 2007 | Arena-Casino Los Fresnos, Tepic, Mexico                | |
| 10  | Win    | 9–0–1  | Javier Martinez        | TKO  | 8 (10)        | Mar 2, 2007  | Casino Los Fresnos, Tepic, Mexico                      | |
| 9   | Win    | 8–0–1  | Daniel Martinez        | KO   | 2 (8)         | Dec 8, 2006  | Arena Jalisco, Guadalajara, Mexico                     | |
| 8   | Win    | 7–0–1  | Francisco Villanueva   | KO   | 5 (6), 1:20   | Sep 29, 2006 | Tonalá, Mexico                                         | |
| 7   | Win    | 6–0–1  | Cristian Hernandez     | KO   | 2 (6)         | Sep 15, 2006 | Guadalajara, Mexico                                    | |
| 6   | Win    | 5–0–1  | Juan Hernandez         | KO   | 2 (6)         | Jul 21, 2006 | Arena Coliseo, Guadalajara, Mexico                     | |
| 5   | Draw   | 4–0–1  | Jorge Juarez           | SD   | 4             | Jun 17, 2006 | Auditorio Fausto Gutierrez Moreno, Tijuana, Mexico     | |
| 4   | Win    | 4–0    | Pedro Lopez            | KO   | 1 (4)         | Feb 10, 2006 | Men's Club, Guadalajara, Mexico                        | |
| 3   | Win    | 3–0    | Miguel Vázquez         | SD   | 4             | Jan 20, 2006 | Guadalajara, Mexico                                    | |
| 2   | Win    | 2–0    | Pablo Alvarado         | KO   | 2 (4), 2:25   | Nov 26, 2005 | Arena Chololo Larios, Tonalá, Mexico                   | |
| 1   | Win    | 1–0    | Abraham Gonzalez       | TKO  | 4 (4), 0:18   | Oct 29, 2005 | Arena Chololo Larios, Tonalá, Mexico                   | Professional debut                                                                                          |

## Плаћене ТВ канале нападе
Исхода (индикативни): 5.713.000 купује и 375.000.000 америчких долара прихода.

## Лични живот
Алварез били ангажовани Марисол Гонзалез, који је Мис Мексико Универзум 2003 и спортски новинар "Телевиса" Депортес. он има ћерку са бившом девојком.

## Цм. такође
- Списак линеал шампиона света у боксу
- Списак плућа шампиона у просеку шампион у боксу
- Списак шампиона света у просеку шампион у боксу
- Списак првака света по верзији WBA
- Списак првака света у верзији WBC
- Списак првака света у верзији WBO
- Познате породице у боксу
- Списак мексички шампиона света у боксу